# سه گام روی زمین
سه گام روی زمین (لهستانی: Trzy kroki po ziemi) یک فیلم درام لهستانی است که در سال ۱۹۶۵ منتشر شد.

## بازیگران
- تادئوش فی‌یفسکی
- آنا چیه‌پیلفسکا
- اوا ویشنیفسکا
- ویسواف میخنیکوفسکی
- ویسواف گوواس
- رومان کوسوفسکی
- بوگومیو کوبی‌یلا
- وویچیخ اسکیبینسکی
- واتسواف کووالسکی
- زجیسواف ماکلاکیه‌ویچ
- کاتاژینا وانیفسکا
- کاژیمیش رودزکی
- بوهدان اِیمونت
- زبیگنیف کوچانوویچ